# Colombiers (Charente-Maritime)
Colombiers – miejscowość i gmina we Francji, w regionie Nowa Akwitania, w departamencie Charente-Maritime.
Według danych na rok 1990 gminę zamieszkiwało 217 osób, a gęstość zaludnienia wynosiła 30 osób/km² (wśród 1467 gmin regionu Poitou-Charentes Colombiers plasuje się na 781. miejscu pod względem liczby ludności, natomiast pod względem powierzchni na miejscu 981.).